# Villa rustica (Walleshausen)
Die Villa rustica auf der Gemarkung von Walleshausen, einem Gemeindeteil von Geltendorf im oberbayerischen Landkreis Landsberg am Lech, wurde 1877 entdeckt. Die Villa rustica ist ein geschütztes Bodendenkmal.
Nordwestlich von Wabern an der Paar wurden 1877 römische Ziegel und Mauerreste sowie 1995 unter anderem vier Bronzefibeln, Teile von Bronzegefäßen, Münzen und Tegulafragmente der römischen Kaiserzeit entdeckt. Diese lassen auf eine Villa rustica westlich der Paar schließen.